# Eyüp

A kerület Isztambul térképén

Az Eyüp kerület (szemt) Isztambul európai felén fekszik az Aranyszarv-öböl partján, a régi bizánci falakon kívül. Nevét Eyüp Sultanról, azaz Abu Ajjúb al-Anszáriról kapta. Lakossága 2008-ban 317 695 fő volt.

## Negyedei
Az Eyüp kerületben a következő városrészeket találjuk:
Akşemsettin, Alibeyköy, Çırçır, Defterdar, Düğmeciler, Emniyettepe, Esentepe, Güzeltepe, İslambey, Karadolap, Merkez, Nişanca, Rami Cuma, Rami Yeni, Sakarya, Silahtarağa, Topçular, Yeşilpınar.

## Története

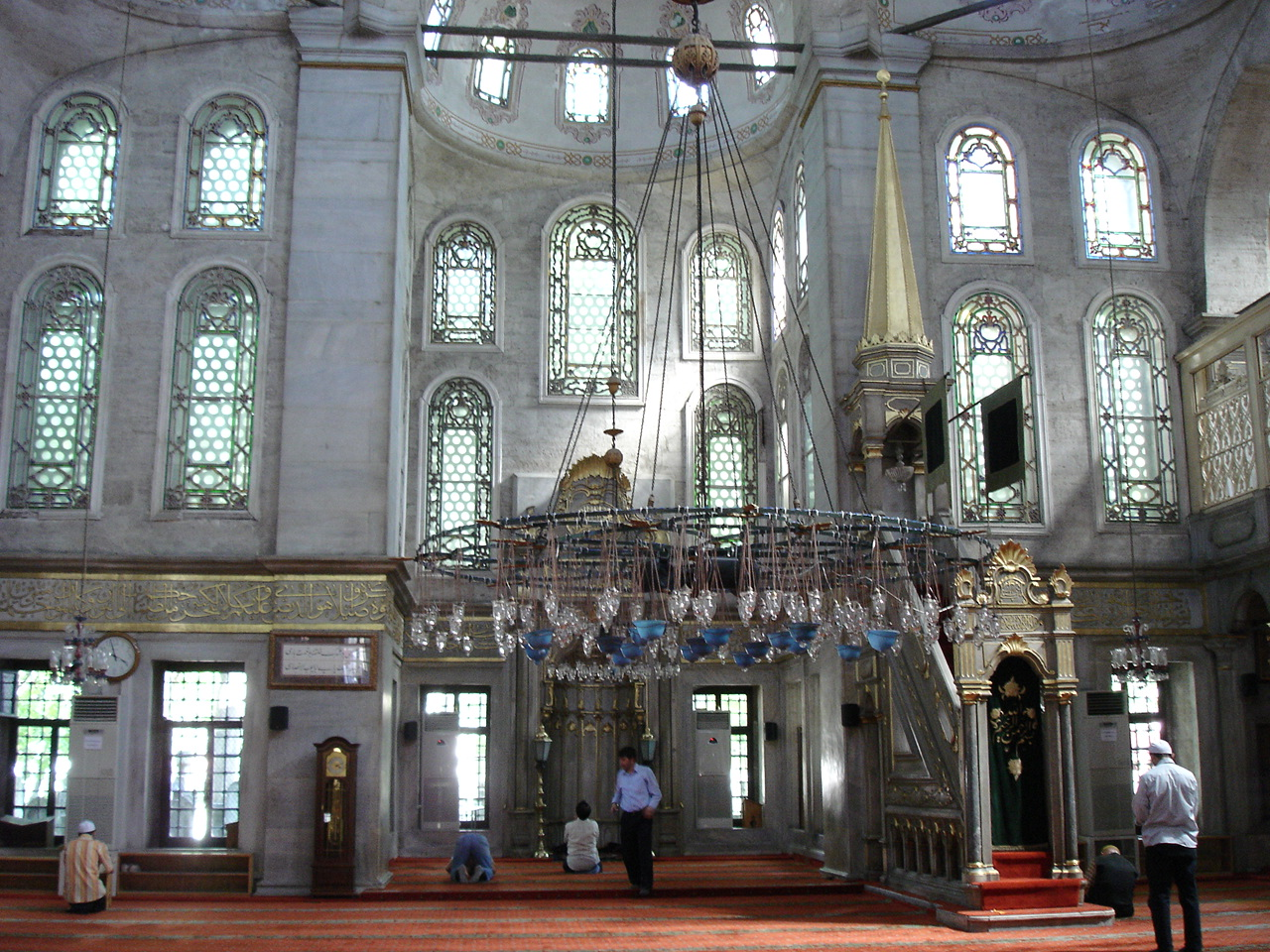
Az Eyüp mecset belseje

A terület azután kezdett benépesedni, hogy II. Mehmed 1453-ban elfoglalta Isztambult, s csakhamar nekifogtak a legendás Abu Ajjúb al-Anszári – Mohamed próféta medinai vendéglátója, aki Konstantinápoly ostrománál esett el kilencven évesnél is idősebb korában – sírja megkeresésének. A sírt Akşemsettin, a szultán szúfi tanítómestere találta meg. Az Eyüp kerületben tucatnyi más szahábí sírja található még. Az Eyüp türbe köré előbb egy külliye épült, ahol mecset, közfürdő, ingyenkonyha, könyvtár stb. létesült, majd az egész egy egyfajta muszlim „búcsújáró hellyé” fejlődött. A külliye fölötti domboldalon alakult ki az Eyüp temető.

## Pierre Loti
Az Eyüp kerület híres lakója volt Pierre Loti francia regényíró, aki 1876 járt először Törökországban, s aki hamarosan a törökök lelkes barátja lett. 1881-ben itt írta meg az Egy szpáhi regénye című korai munkáját. 1913-ban publikálta isztambuli tapasztalatai alapján A haldokló Törökország című művét. Egykori villája helyén ma kávéház és bazár található, ahova az öböl partjáról egy kabinos felvonóval lehet feljutni. A temető fölötti negyedet a köznyelv máig Piyer Lotinak hívja.